# Malechówko
Malechówko (deutscher Name Neu Malchow) ist ein Dorf in der polnischen Woiwodschaft Westpommern und gehört zur Landgemeinde Malechowo ((Alt-) Malchow) im Kreis Sławno (Schlawe).

## Geographische Lage
Malechówko liegt zehn Kilometer südwestlich der Kreisstadt Sławno und zwei Kilometer nordöstlich von Malechowo an der polnischen Landesstraße 6 (= Europastraße 28) Stettin–Danzig, der ehemaligen deutschen Reichsstraße 2, die von Mittenwald über München, Leipzig, Berlin und Stettin nach Danzig und Dirschau führte. Bahnanschluss besteht über das drei Kilometer entfernte Karwice (Karwitz) an der Bahnstrecke Stargard Szczeciński–Gdańsk.
Malechówko ist umgeben von den Orten Słowino (Schlawin) im Norden, Karwice und Karwiczki (Neu Karwitz) im Osten, Paproty (Parpart) mit Paprotki (Neu Parpart) und Malechowo im Süden sowie Przystawy (Pirbstow) im Westen.

## Ortsname
Zur Unterscheidung vom alten Dorf Malchow (Malechowo) erhielt die Kolonie den Namen Neu Malchow, bis ins 20. Jahrhundert wurde das erste Malchow dann teilweise auch Alt Malchow genannt.

## Geschichte
Seit seiner Gründung unterschied man in Neu Malchow die beiden Teile Neu Malchow A und Neu Malchow B, zu denen sich noch als dritter Ortsteil Breites Moor (3 Höfe) gesellte. 
Neu Malchow A – eine Siedlung mit neun Gehöften – lag nördlich der alten Reichsstraße 2. Man nannte diesen Teil auch Buschreihe.
Südlich der Reichsstraße 2 lag Neu Malchow B, bestehend aus einer Windmühle (nach 1945 abgerissen) direkt an der Straße, und 200 Meter südlich davon die so genannte Mittelreihe mit zehn landwirtschaftlichen Betrieben (hierher gehörte auch Breites Moor). Weitere 400 Meter südlich befand sich die Oberreihe mit 16 Betrieben.
Die Siedlungen Neu Malchow A und B wurde auf der staatlichen Domäne (früher der klösterliche bzw. fürstliche Ackerhof) nach 1810 im Zuge der Stein-Hardenbergischen Reformen angelegt. Auf diesem ritterfreyen Vorwerk hatten vorher Bauern aus Malchow (Malechowo), Martinshagen (Grabowo) und Parpart (Paproty) gemeinsam Dienst zu leisten.
Die aufgesiedelte Fläche hatte 1784 etwa 480 Hektar. Bis 1945 waren Neu Malchow A und B Ortsteil der Gemeinde (Alt-)Malchow, die einen eigenen Amts- und Standesamtsbezirk bildete und zum Amtsgerichtsbereich Schlawe gehörte. Sie lag die Landkreis Schlawe i. Pom. im Regierungsbezirk Köslin der preußischen Provinz Pommern.
Nach 1945 wurden die beiden Teile von Neu Malchow unter dem polnischen Namen Malechówko zusammengefasst und als Ortsteil der Gmina Malechowo im Powiat Sławieński der Woiwodschaft Westpommern (bis 1998 Woiwodschaft Köslin) zugeordnet. Es leben hier nicht ganz 200 Einwohner.

## Kirche
Kirchlich gehörten Neu Malchow A und B vor 1945 zum evangelischen Kirchspiel Malchow (Altmalchow) im Kirchenkreis Rügenwalde der Kirchenprovinz Pommern der Kirche der Altpreußischen Union. Letzter deutscher Geistlicher war Pfarrer Otto Nitschalk.
Nach 1945 wurde Malechówko in die katholische Parochie Malechowo im Dekanat Sławno im Bistum Köslin-Kolberg integriert. Hier lebende evangelische Kirchenglieder sind dem Kirchspiel Koszalin (Köslin) in der Diözese Pommern-Großpolen der Evangelisch-Augsburgischen Kirche zugeordnet.

## Schule
Die einklassige Schule von Neu Malchow A und B stand in der Mitte der beiden Teilorte. Letzter deutscher Schulleiter war Lehrer Daske.